# Поповкин, Василий Иванович
Василий Иванович Поповкин (9 декабря 1924, Новотроицкое, Центрально-Чернозёмная область — 21 ноября 2000) — советский и российский учёный-радиотехник, лауреат Государственной премии СССР (1976).

## Биография
Родился 9 декабря 1924 года. Место рождения: Воронежская обл., Терновский р-н, с. Новотроицкое.
Окончил среднюю школу в Ташкенте (1942, с отличием), Ленинградский институт авиационного приборостроения (ныне — ГУАП) по специальности «Радиотехника» (1948, с отличием) и аспирантуру ЛИАП (ныне — ГУАП) (1949—1952), в 1952 году защитил кандидатскую диссертацию.
С 1952 г. зав. кафедрой авиационной радиотехники Казанского авиационного института, с 1953 по 1962 г. декан РТФ КАИ. В 1965 году защитил докторскую диссертацию на тему «Исследования по проблеме синтеза линейных и поверхностных антенн».
С 1971 по 1983 год ректор Рязанского радиотехнического института, одновременно с 1971 по 1990 год заведующий кафедрой радиоуправления и связи. С 1990 г. — профессор кафедры.

## Научная деятельность
Научные интересы — разработка и исследование методов синтеза антенных систем по заданным техническим характеристикам, в частности, по заданной диаграмме направленности.
Ученики, защитившие докторские диссертации и заведовавшие кафедрами: Радциг Ю. Ю. (Новгород), Щербаков Г. И. (Казань), Мизгайлов В. Н. (Гомель), Кириллов Сергей Николаевич (Рязань).
Скончался 21 ноября 2000 года.

## Награды и звания
- Государственная премия СССР (1976 год) — за разработку новых методов расчёта излучающих систем и использование этих методов в практике создания антенн различного назначения.
- Заслуженный деятель науки и техники Российской Федерации (1993);
- Почётный работник высшего профессионального образования Российской Федерации (1996)